# Brockhampton
Brockhampton (gestileerd als BROCKHAMPTON) was een Amerikaans hiphopcollectief, dat in 2010 door Kevin Abstract werd opgericht in San Marcos, Texas onder de naam AliveSinceForever. Na de oprichting verhuisde het collectief, dat uit 13 leden bestond, naar Los Angeles en werd dit hun uitvalsbasis. Onder de leden bevonden zich verschillende rappers, producers en grafische en effectkunstenaars. In 2018 bereikte de zelfbenoemde boyband, die zichzelf ook als een onderneming zag, binnen enkele maanden een commerciële doorbraak met hun vierde studioalbum Iridescence, dat werd uitgebracht door RCA Records en drie weken lang op de eerste plaats in de Billboard 200 stond.
In januari 2022 kondigde Brockhampton aan dat hun aanstaande optreden op het Coachella Festival in april van dat jaar hun laatste concert samen zou zijn, en dat de groep voor onbepaalde tijd een pauze zou nemen.

## Geschiedenis

### Oprichting enAll-American Trash
Brockhampton ontstond uit een thread op de Kanye West fansite KanyeToThe.com. In 2010 postte Clifford Ian Simpson (alias Kevin Abstract), een inwoner van Corpus Christi, de tekst "Anyone wanna make a band?". Hij verzamelde vervolgens een collectief van ongeveer 40 muziekliefhebbers om zich heen, die zichzelf de naam AliveSinceForever gaven. In 2013 verscheen een titelloze ep online, en het jaar erop hernoemde Abstract, die inmiddels ook als soloartiest bezig was, de groep naar Brockhampton, wat een referentie was naar de straat waar hij ooit in woonde. De eerste concrete line-up van het collectief, met leden uit verschillende Amerikaanse staten, Noord-Ierland en Grenada, kwam samen in San Marcos op nieuwjaarsdag 2015. Kort daarna bracht Brockhampton hun debuutsingle "Bet I" uit. Halverwege 2015 wonnen ze de VFILE Loud! Talent Search en brachten ze de single "Dirt" uit via Fool's Gold Records, en in het jaar daarop bracht de groep hun eerste mixtape uit met de titel All-American Trash.

### Saturation-trilogie
Het collectief, dat uit meer dan een dozijn leden bestond, verhuisde naar Los Angeles om samen een huis te delen. Nog voordat ze nummers hadden opgenomen, kondigde Brockhampton hun debuutalbum Saturation aan via sociale media. Een tv-show genaamd American Boyband, geproduceerd in 2016 tijdens de solotournee van Kevin Abstract, werd in juni 2017 uitgezonden om samen te vallen met de releasedatum van het album. Het album, dat volledig zelfstandig werd geproduceerd, kwam tot stand in slechts drie weken, waarbij de zeven podiumartiesten om beurten hun coupletten rapten of zongen in een microfoon in een slaapkamer.
In tegenstelling tot de oorspronkelijke plannen werd Saturation een trilogie. Slechts tien weken na de release van het eerste deel bracht Brockhampton hun Saturation II uit. Het album steeg naar plaats 57 in de Billboard 200 en kreeg, net als zijn voorganger, goede kritieken. Nadat de band in 2017 minstens 14 videoclips had geproduceerd, werd in december van dat jaar het derde en laatste deel (Saturation III) van de albumtrilogie uitgebracht binnen een goed half jaar. Saturation III. Het derde deel bereikte nummer 15 in de Billboard 200 en gaf Brockhampton verder momentum in de muziekindustrie.

### Iridescence
In december 2017 had Brockhampton in een online statement al hun vierde studioalbum met de naam Team Effort aangekondigd. Kort voor de geplande releasedatum in maart 2018 kondigden ze echter de uitstel van de release aan. Een paar dagen na deze melding werd bekend dat Brockhampton een platencontract had getekend bij RCA Records voor 15 miljoen dollar.
In mei 2018 werd de release van hun nieuwe album opnieuw beloofd met de werktitel Puppy. Echter werd ook deze release opnieuw uitgesteld nadat het oprichtend lid Ameer Vann uit de groep was gezet. De 21-jarige rapper, die vooral bekendheid had gekregen als het covergezicht van de Saturation-trilogie, werd door verschillende vrouwen beschuldigd van seksueel wangedrag. Een ex-vriendin noemde hem "emotioneel manipulatief" en "psychologisch misbruikend" en beschuldigde hem van een relatie met een minderjarige, wat hij altijd ontkend heeft. De band verontschuldigde zich voor het gedrag van Vann en annuleerde de resterende shows van hun Amerikaanse tournee.
Na Brockhampton's eerste optreden in The Tonight Show met het nummer "Tonya" van hun nieuwe album, begonnen ze hun eerste Europese tournee in augustus met concerten in Scandinavië, Duitsland en Engeland. Het debuutalbum onder het label RCA werd onder andere opgenomen in de Abbey Road Studios in Londen en kreeg uiteindelijk de titel Iridescence. Direct na de release van dit album bereikte het de nummer één in de Billboard 200 in september 2018 en wist het collectief in de eerste week al meer dan 100.000 exemplaren te verkopen in de Verenigde Staten. Aan het einde van het jaar werd het albumnummer "Boogie" gebruikt in de kerstfilm The Grinch.
Begin 2019 werd Brockhampton genomineerd voor een BRIT Award in de categorie 'Group International'.

### Ginger,Roadrunneren hiaat van de groep
In de loop van 2019 bracht Brockhampton drie singles uit en uiteindelijk hun vijfde studioalbum, genaamd Ginger. In de aanloop naar de release vergeleek Kevin Abstract het geluid van het album met de hit "Hey Ya!" van OutKast en zei dat ze serieuze teksten wilden combineren met dansbare nummers. De vijfde en laatste single, "Sugar", behaalde dubbel platina in de Verenigde Staten.
Na vooral aanwezig te zijn geweest op sociale media tijdens de COVID-19 pandemie, bracht de groep op 9 april 2021 het album Roadrunner: New Light, New Machine uit. Ondanks goede recensies in Engelstalige landen kon dit zesde studioalbum het succes van de vorige werken niet helemaal evenaren. De leadsingle "Buzzcut", opgenomen samen met Danny Brown, haalde ook de hitlijsten niet.
Op 14 januari 2022 kondigde Brockhampton via Twitter aan dat ze een voor onbepaalde tijd een pauze zouden nemen na hun geplande optreden op het Coachella Festival in april van dat jaar. Nadien gaf het collectief aan nog twee laatste albums uit te brengen als afscheid. Eerst bracht Kevin Abstract solo de plaat The Family uit, en dit werd op 18 november 2022 gevolgd door het groepsalbum TM. De dag na de release vanTM trad de band voor een laatste show op in The Fonda Theatre in Los Angeles.

## Leden

### Laatste line-up
- Kevin Abstract – vocals, productie, videoregie, creatief directeur (2010−2022)
- Dom McLennon – vocals, productie (2011−2022)
- Kiko Merley – productie (2011–2022)
- Romil Hemnani – productie, opnametechnicus, diskjockey (2010−2022)
- Russell "Joba" Boring – vocals, productie, mixing, mastering, piano (2012−2022)
- Jon Nunes – management (2012−2022)
- Henock "HK" Sileshi – creatief directeur, graphic design (2010−2022)
- William "Merlyn" Wood Jr. – vocals (2012−2022)
- Ciarán "Bearface" McDonald – vocals, gitaar, productie (2013−2022)
- Robert "Roberto" Ontenient – productie, web design, app programmeur (2013−2022)
- Matt Champion – vocals (2014−2022)
- Jabari Manwa – productie (2015–2022), vocals (2020−2022)
- Ashlan Grey – fotografie, web design (2016–2022)

### Voormalige leden
- Ameer Vann – vocals (2010−2018)
- Rodney Tenor – vocals (2010−2016)
- Albert Gordon – productie (2014–2016)
- Anish Ochani – management (2010–2018)
- Adam Carrasco – graphic design (2016–2018)

## Stijl

### Imago
Brockhampton omschrijft zichzelf als een "all-American boyband" of "de beste boyband sinds One Direction". Door de term boyband te gebruiken, willen ze deze herdefiniëren en muzikaal niet gereduceerd worden tot hiphop. Bovenal onderscheidt de werkethos van de groep, met zelfgeschreven en zelfgeproduceerd materiaal, hen duidelijk van een stereotype boyband. In de media worden vergelijkingen getrokken met rapcollectieven Odd Future en A$AP Mob, hoewel de leden van Brockhampton minder eensgezind en meer gefocust waren op een gemeenschappelijk product. Bovendien worden zelfs de niet-muzikanten, die op de achtergrond werkzaam zijn, gezien als volwaardige bandleden. De band ziet zichzelf niet alleen als een muzikaal-artistiek collectief, maar ook als een Paramount- of Apple-achtige onderneming, en maakt uitgebreid gebruik van nieuwe media om zijn fanbase uit te breiden.
Volgens de aspirant-popsterren is het hun doel om bestaande normen af te breken en een nalatenschap te creëren. De website Vulture.com noemt de opkomst van Brockhampton een "verschuiving" binnen de hiphopcultuur.

### Muziek en videos
De groep is moeilijk onder te brengen in één muziekstijl en wordt voornamelijk geassocieerd met de genres alternatieve hiphop, alternatieve R&B en pop-rap. Door de verschillende muzikale achtergronden van de bandleden - vier van hen speelden samen in een grungeband - vloeien invloeden van pop, rock en later ook grime in het werk. De eclectische teksten gaan met name over thema's van opgroeien, zoals het anders-zijn en zelfacceptatie. Mastermind Kevin Abstract gaat openlijk in op zijn homoseksualiteit, met name expliciet in bijvoorbeeld het nummer "Junky", waar hij rapt "Why you always rap about being gay? / 'Cause not enough niggas rappin' be gay / Where I come from, niggas get called 'faggot' and killed / So I'ma get head from a nigga right here." Zanger en gitarist Bearface, alias Ciarán Ruaridh McDonald, staat bekend om zijn indie ballads, die het slotnummer vormden op elk van de drie albums van Saturation.
Een essentieel onderdeel van de artistieke output zijn de talrijke geproduceerde vlogs en muziekvideo's die Brockhampton publiceert op hun YouTube-kanaal. De kleurrijke filmpjes in 4:3-formaat zijn meestal geproduceerd in de omgeving van het huis van de band in Los Angeles en doen denken aan MTV-videoclips in zijn hoogtijdagen. Ze bevatten vaak absurde elementen en tonen de bandleden in blauwe bodypaint of oranje jumpsuits, terwijl ze optreden of een pandjeshuis overvallen.

## Discografie

### Studioalbums
| Jaar | Titel                              | Hitnoteringen | Hitnoteringen | Hitnoteringen | Hitnoteringen | Opmerkingen                                                  |
| Jaar | Titel                              | NL            | BE            | VK            | VS            | Opmerkingen                                                  |
| ---- | ---------------------------------- | ------------- | ------------- | ------------- | ------------- | ------------------------------------------------------------ |
| 2017 | Saturation                         | —             | —             | —             | —             | Release: 9 juni 2017                                         |
| 2017 | Saturation II                      | 156 (1 wk)    | 108 (1 wk)    | —             | 57 (1 wk)     | Release: 25 augustus 2017                                    |
| 2017 | Saturation III                     | 102 (1 wk)    | —             | —             | 15 (3 wkn)    | Release: 15 december 2017                                    |
| 2018 | Iridescence                        | 39 (1 wk)     | 47 (3 wkn)    | 20 (2 wkn)    | 1 (3 wkn)     | Release: 21 september 2018 Verkoop VS (eerste week): 101.000 |
| 2019 | Ginger                             | 17 (2 wk)     | 20 (4 wkn)    | 11 (3 wkn)    | 3 (16 wkn)    | Release: 23 augustus 2019                                    |
| 2021 | Roadrunner: New Light, New Machine | 64 (1 wk)     | 35 (3 wkn)    | 24 (1 wk)     | 11 (2 wkn)    | Release: 9 april 2021                                        |
| 2022 | The Family                         | —             | —             | 98 (1 wk)     | 15 (1 wkn)    | Release: 17 november 2022                                    |
| 2022 | TM                                 | —             | —             | —             | 100 (… wkn)   | Release: 18 november 2022                                    |

Mixtapes
- 2016: All-American Trash

### Singles
| Jaar | Titel Album    | Hitnoteringen | Hitnoteringen | Hitnoteringen | Hitnoteringen | Opmerkingen                               |
| Jaar | Titel Album    | NL            | BE            | VK            | VS            | Opmerkingen                               |
| ---- | -------------- | ------------- | ------------- | ------------- | ------------- | ----------------------------------------- |
| 2019 | No Halo Ginger | —             | —             | 76 (1 wk)     | —             | Release: 21 augustus 2019                 |
| 2019 | Sugar Ginger   | —             | —             | 58 (9 wkn)    | 66 (9 wkn)    | Release: 19 november 2019 VS: 2× platinum |

Andere singles
- 2015: Bet I
- 2015: Hero
- 2015: Dirt
- 2017: Cannon
- 2017: Face
- 2017: Head
- 2017: Gold
- 2017: Gummy
- 2017: Swamp
- 2017: Junky
- 2017: Sweet
- 2017: Boogie
- 2017: Stains
- 2017: Bleach
- 2018: 1999 Wildfire
- 2018: 1998 Truman
- 2018: 1997 Diana
- 2019: I Been Born Again
- 2019: If You Pray Right
- 2021: Buzzcut (feat. Danny Brown)

### Onderscheidingen voor muziekverkoop
| Land/Regio                | Zilver | Goud | Platinum | Verkoop (stuks) | Bron            |
| ------------------------- | ------ | ---- | -------- | --------------- | --------------- |
| Australië (ARIA)          | —      | —    | 1        | 70.000          | aria.com.au     |
| Denemarken (IFPI)         | —      | 1    | —        | 45.000          | ifpi.dk         |
| Canada (MC)               | —      | —    | 1        | 80.000          | musiccanada.com |
| Nieuw-Zeeland (RMNZ)      | —      | —    | 1        | 30.000          | nztop40.co.nz   |
| Polen (ZPAV)              | —      | 1    | —        | 10.000          | olis.pl         |
| Portugal (AFP)            | —      | 1    | —        | 5.000           | Einzelnachweise |
| Verenigde Staten (RIAA)   | —      | 4    | 2        | 4.000.000       | riaa.com        |
| Verenigd Koninkrijk (BPI) | 1      | —    | —        | 200.000         | bpi.co.uk       |
| Totaal                    | 1      | 7    | 5        |                 |                 |

## Filmografie
- 2017: American Boyband (tv-serie, 8 afleveringen)
- 2017: Billy Star (kortfilm)
- 2017: Helmet Boy (tv-miniserie)